# Delaunay (cràter)
Delaunay és un cràter d'impacte de la Lluna, amb el cràter La Caille situat al sud-oest i Faye a la frontera nord-est de la vora exterior de Delaunay. Més al nord-oest apareix el prominent cràter Arzachel. Es tracta d'una formació irregular que té una vora interior que des del costat nord-est divideix el cràter gairebé per la meitat i li dona un aspecte amb forma de cor. Aquesta cresta es fa cada vegada més prima a mesura que s'aproxima a la vora sud-oest, fins que acaba en una punta esmolada, donant-li l'aspecte d'un ullal corbat.

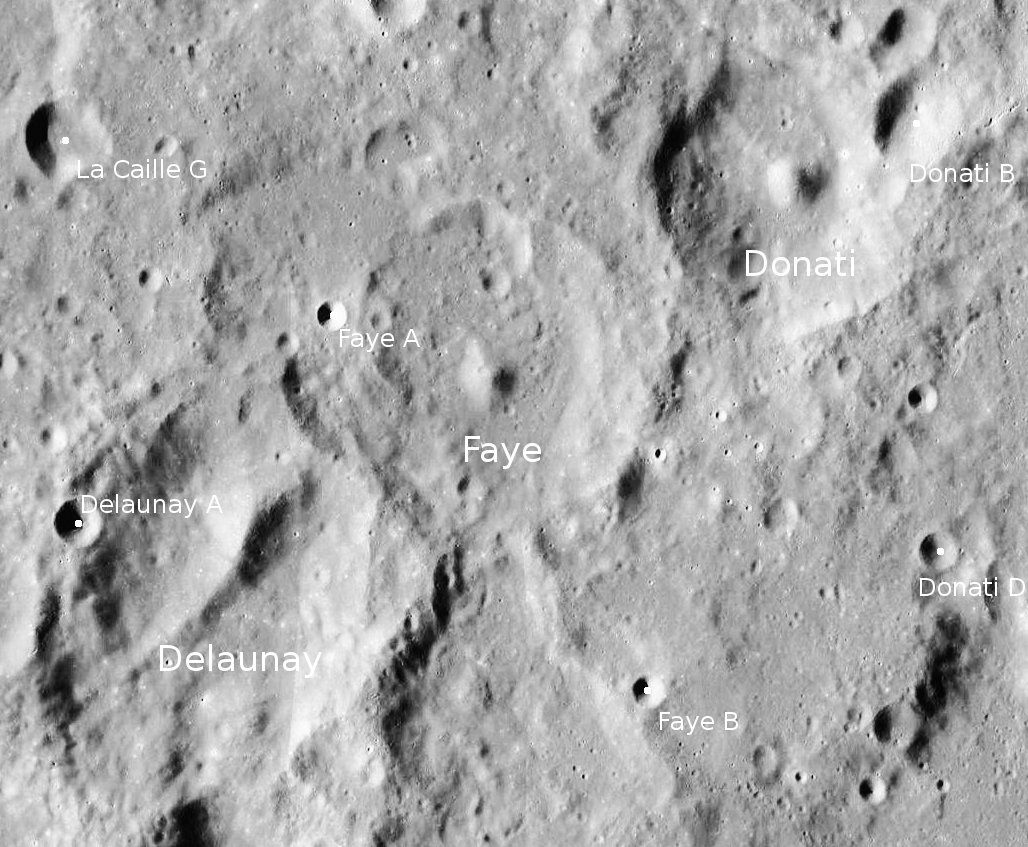
Localització de Delaunay (inferior dreta de la imatge)
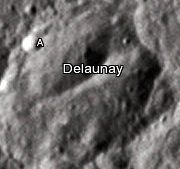
Cràters satèl·lit

La vora externa d'aquest cràter és igualment irregular, i la paret interior desigual varia significativament en amplada. La vora meridional, en particular, ha estat fortament danyada per impactes, incloent-hi La Caille E, que envaeix parcialment l'interior de Delaunay.

## Cràters satèl·lit
Per convenció aquests elements són identificats en els mapes lunars posant la lletra en el costat del punt central del cràter que està més proper a Delaunay.
| Delaunay | Coordenades                        | Diàmetre |
| -------- | ---------------------------------- | -------- |
| A        | 21° 54′ S, 2° 00′ E / 21.9°S,2.0°E | 6 km     |